# Cimetière d'Abney Park
Pour les articles homonymes, voir Abney.
Le cimetière d'Abney Park est l'un des « Magnificent Seven » cimetières de Londres, en Angleterre. 

## Description
Abney Park se trouve à Stoke Newington dans le borough londonien de Hackney et couvre une superficie de 12,5 hectares. C'est un parc historique aménagé à l'origine au début du XVIIIe siècle par Lady Mary Abney et le Dr Isaac Watts et la famille Hartopp voisine. 
En 1840, il devient un cimetière paysager non confessionnel, ainsi qu'un arboretum semi-public et un institut d'éducation, qui est largement célébré comme un exemple de son époque. Un total de 196 843 enterrements y a eu lieu jusqu'en l'an 2000. C'est une réserve naturelle locale,. 

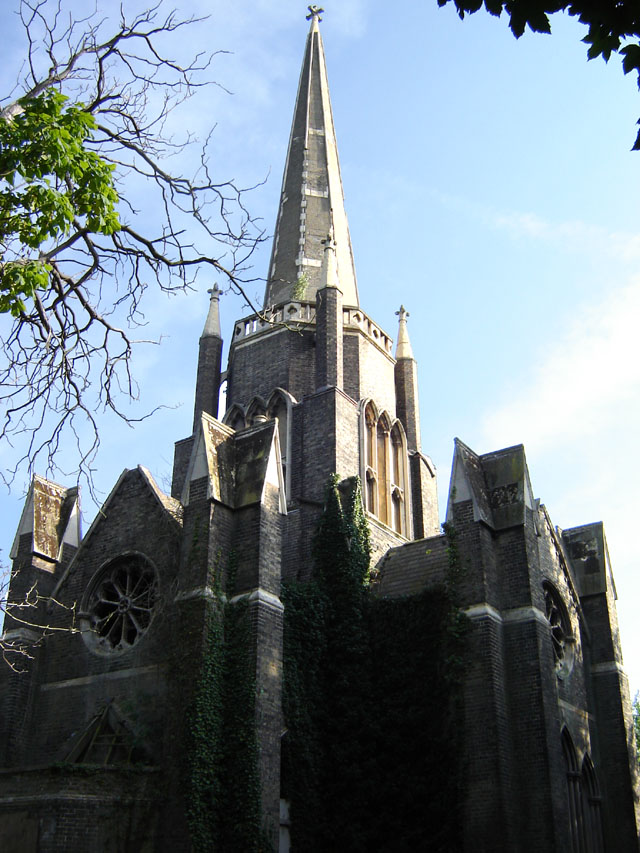
La chapelle centrale (septembre 2005).

## L'entrée de Style Egyptian Revival

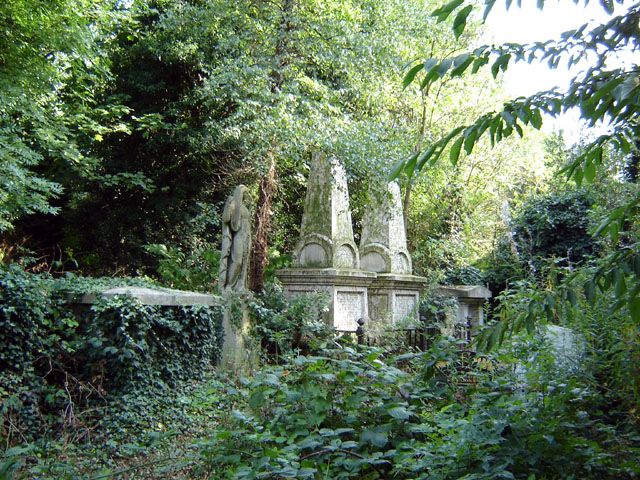
Chaque tour révèle un paysage différent.

Faisant partie des 7 cimetières nommés « Magnificent Seven », Abney Park est créé au début de la période victorienne, bien qu'établi d'une manière entièrement différente des autres et avec des objectifs un peu plus larges. Il dispose d'une entrée construite par John Jay dans le style néo-égyptien alors de plus en plus populaire, avec des hiéroglyphes signifiant la « Demeure de la partie mortelle de l'homme ». Elle est inspirée de celle du cimetière de Mount Auburn dans les années 1830. 

Abney Park prétend être la conception complète la plus ancienne d'une entrée permanente du « renouveau égyptien » dans un cimetière dans le monde.  

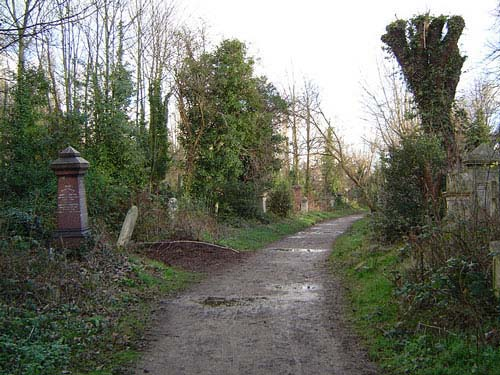
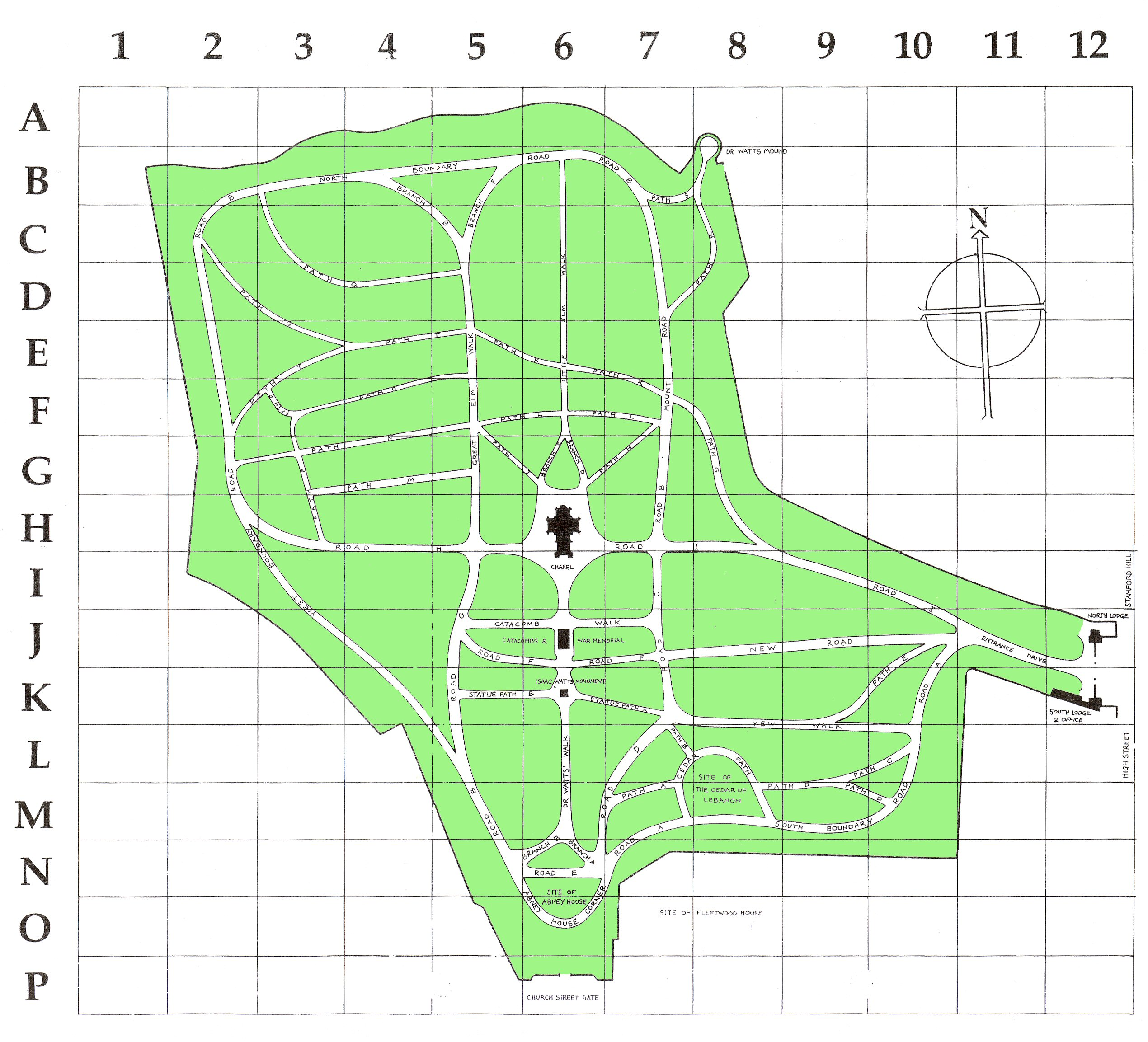
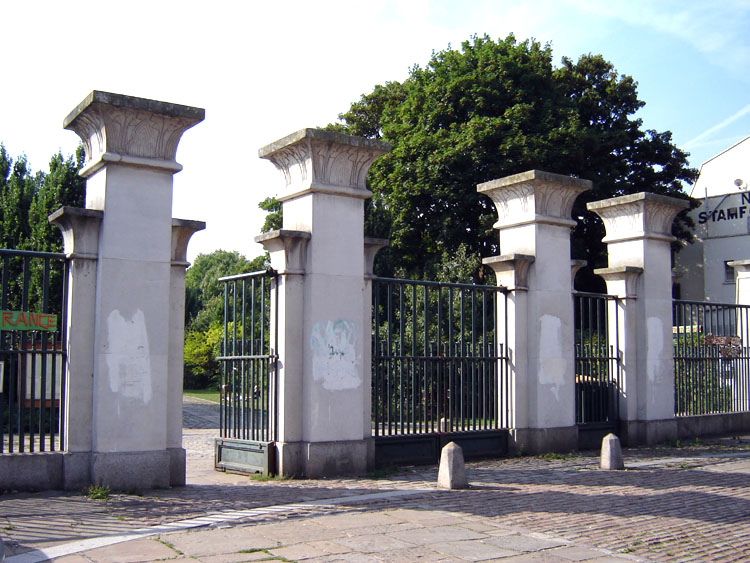
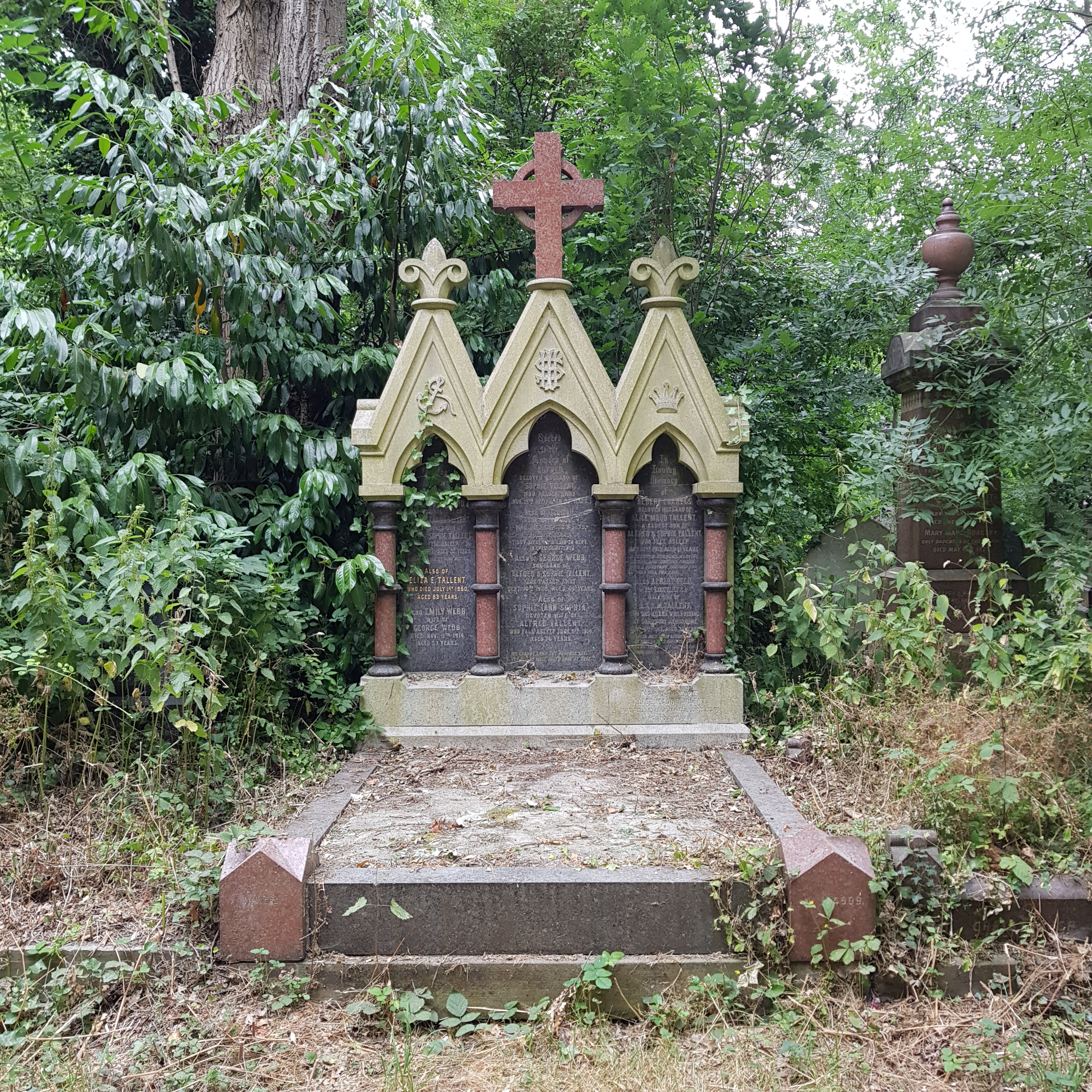
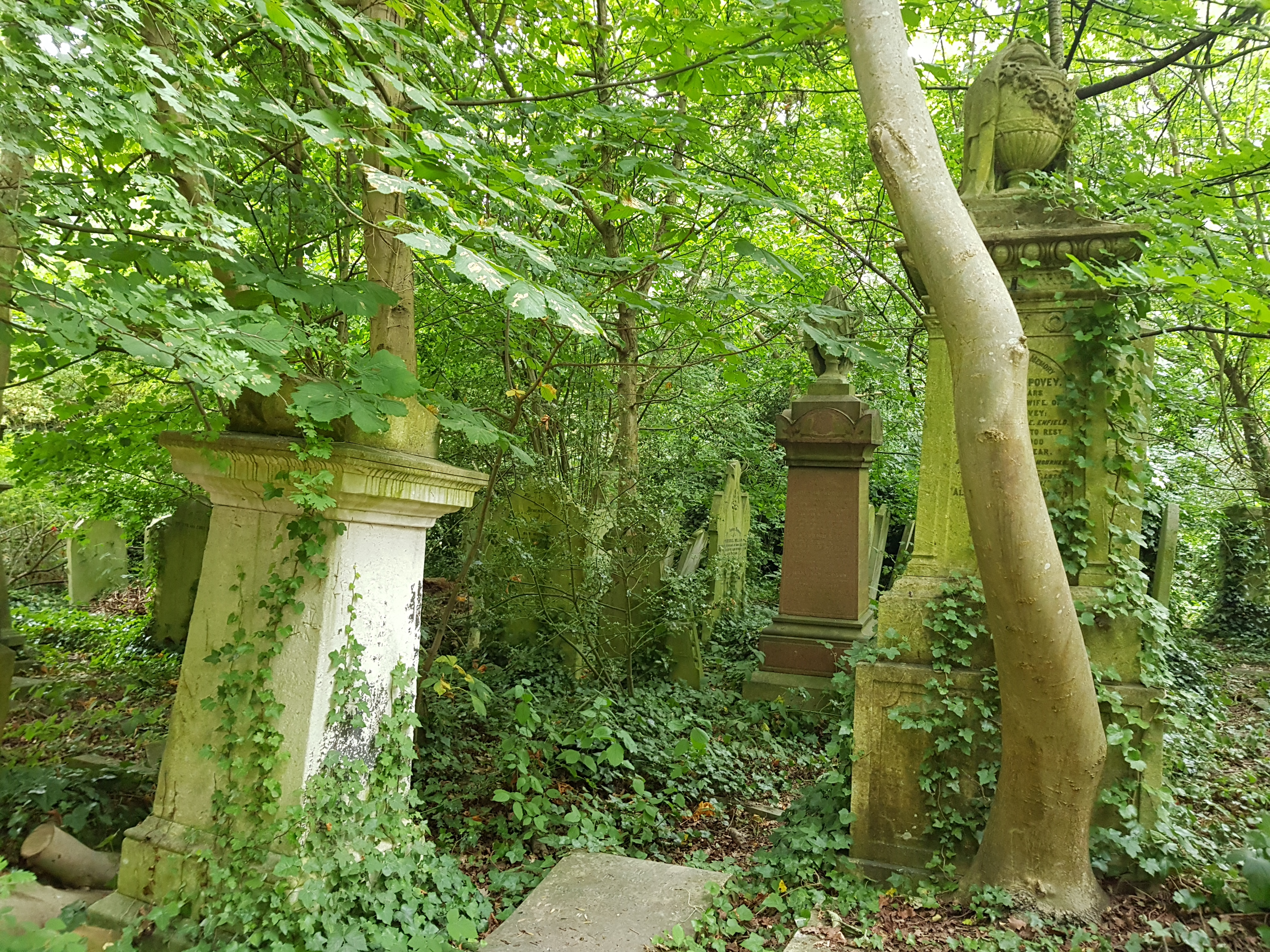

## Paysage

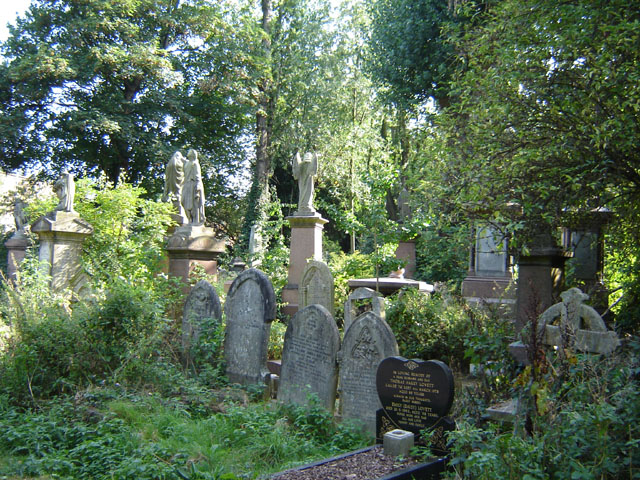
La nature suit son cours, les enterrements étant rares. La tombe au premier plan, datant de 1992, fait exception (septembre 2005).

Abney Park est le premier arboretum à être combiné avec un cimetière en Europe, offrant ainsi un intérêt éducatif. Il se situe à l'origine dans un paysage de champs et de bois, à une certaine distance de la limite bâtie de Londres. Ses 2 500 arbres et arbustes sont tous étiquetés et disposés alphabétiquement autour du périmètre, de A pour Acer (érables) à Z pour Zanthoxylum (arbres américains).

## Médias et culture pop
- Les scènes de cimetière du clip de la chanson Back to Black de la chanteuse Amy Winehouse ont été filmées au cimetière d'Abney Park.
- Le groupe punk Abney Park tire son nom du cimetière.
- Abney Park est le théâtre d'un meurtre dans le livre d'Elizabeth George, The Body of Death.
- Abney Park est utilisé pour représenter le cimetière de Highgate dans l'épisode « Thin Air » de la saison 2 de Meurtres en sommeil.
- Les scènes de cimetière du clip de la chanson Celestica, du groupe Crystal Castles, ont été filmées au cimetière d'Abney Park.
- Dans le roman steampunk de Michelle Lowe, Legacy: Volume One, Abeny Park Cemetery est le lieu où le protagoniste, Pierce Landcross, et son frère aîné Joaquin sont séparés de leur famille, la tribu gitane, lorsqu'ils étaient enfants.
- L'intégralité du clip vidéo de la version de couverture de la chanson Johnny Remember Me du Dr. John Cooper Clarke et Hugh Cornwell a été filmée au cimetière d'Abney Park.
- Le groupe de lecture Sundara Karma a filmé le clip de leur single Explore au cimetière d'Abney Park.